# Helmke Schierhorn
Helmke Schierhorn (* 13. Oktober 1934 in Magdeburg; † 10. August 1986 ebenda) war ein deutscher Anatom und Neurobiologe.

## Leben
Schierhorn legte 1953 sein Abitur an der Magdeburger Otto-von-Guericke-Oberschule ab. Es schloss sich dann von 1953 bis 1956 eine Ausbildung zum Chemiefacharbeiter an der Betriebsberufsschule „Heinz Kapelle“ des VEB Fahlberg-List in Magdeburg-Westerhüsen an.
Ab 1956 studierte er Medizin an der Humboldt-Universität zu Berlin. Nach dem Abschluss des Studiums 1961 wurde er Assistenzarzt bei Anton Waldeyer (1901–1970) am Anatomischen Institut der Humboldt-Universität. Eine Pflichtassistenztätigkeit nahm Schierhorn dann an der Medizinischen Akademie Magdeburg auf, um die klinische Vollapprobation zu erlangen. Ab April 1966 war er Assistent am Anatomischen Institut der Medizinischen Akademie bei Martin Meyer. Hier promovierte er 1967 mit einer Arbeit über Spezialzellen der Amphibienhaut. Er wurde Facharzt für Anatomie und 1969 Lehrassistent. Ab 1970 war er als Oberarzt tätig.
Zwischen 1969 und 1978 hatte er die Leitung der Arbeitsgruppe Neuroanatomie des Anatomischen Instituts inne. Von 1970 bis 1978 gehörte er dem Wissenschaftlichen Rat der Hauptforschungsrichtung Neurobiologie der Magdeburger Medizinischen Akademie an. 1976 habilitierte er und war ab 1982 Dozent für Anatomie.
Durch wissenschaftliche Arbeiten wurde er einem Fachpublikum bekannt. Forschungsschwerpunkt war die Neurohistologie. Auf ihn geht der Nachweis unterschiedlicher Verteilung der Spines in den Spitzendendriten zurück. Weitere Arbeiten befassten sich mit dem Wandel der Struktur neokortikaler Nervenzellen der Pyramidenbahnen bei älteren Menschen. Darüber hinaus befasste sich Schierhorn mit medizingeschichtlichen Fragen. So veröffentlichte er Arbeiten zu Johann Friedrich Meckel (1724–1774) und dessen Enkel Johann Friedrich Meckel d. J. (1781–1833), Karl Ernst von Baer (1792–1876), Johann Christian Gustav Lucae (1814–1885), Samuel Thomas von Soemmerring (1755–1830) sowie Otto Deiters (1834–1863), die auch international Beachtung fanden.
Helmke Schierhorn erlag 1986 im Alter von 51 Jahren einem Tumorleiden.

## Schriften (Auswahl)
- mit Ruth Guderjahn und Sigrid Hinz: Medizin und Kunst: 15 Jahre DDR, 10 Jahre Medizinische Akademie Magdeburg. Ausstellung vom 4. Oktober bis 29. November 1964, Katalog Kulturhistorisches Museum Magdeburg, 1964.
- Zur Zytologie und Histotopographie der larvalen Kugelzellen in der Epidermis von Bufo b. bufo und Bufo b. formosus: Amphibia, Salientia, Bufonidae. Dissertation. Medizinische Akademie Magdeburg, 1967.
- mit Rainer Schmidt: Beitrag zur Genealogie und Kraniologie der Familie Meckel. In: Verhandlungen der Anatomischen Gesellschaft auf der dreiundsechzigsten Versammlung in Leipzig vom 4. bis 6. April 1968. Jena 1968/69, S. 591–599.
- In memoriam Anton Waldeyer 1901–1970. In: Anatomischer Anzeiger. 129 (1971), S. 457–470. PMID 4948342.
- mit Peter von Bossanyi: Über die laminäre Verteilung der apikalen Dendritenspines. In: Zeitschrift für mikroskopisch-anatomische Forschung. 86 (1972), S. 257–272.
- Die Entwicklung der Lehre von den extragrisealen Leitungsbahnen. In: Nova Acta Leopoldina. Neue Folge 41, Nr. 217, 1975, S. 97–133.
- Johann Friedrich Meckel (1724–1774). Eine bioergographische Studie. In: Anatomischer Anzeiger. 137 (1975), S. 221–256.
- Die postnatale Entwicklung der Lamina V-Pyramidenzellen im sensomotorischen Cortex der Albinoratte. In: Gegenbaurs morphologisches Jahrbuch. 124, 1978, S. 1–23, 24–42, 230–255.
- Topographische und Angewandte Anatomie der Harn- und männlichen Genitalorgane. Thieme Verlag, Leipzig 1982.
- Johann Friedrich Meckel d.J. als Begründer der wissenschaftlichen Teratologie. In: Gegenbauers Morphologisches Jahrbuch. Band 130 (1984), S. 399–439.
- mit Thomas Klemm: Grabdenkmäler bedeutender Ärzte in Magdeburg. In: Magdeburger Blätter. 1984.
- Der Prosektor und seine Stellung in der Hierarchie anatomischer Institutionen, demonstriert vor allem an den Anatomien in Berlin, Halle, Leipzig, Rostock und Greifswald. In: Anatomischer Anzeiger. 159 (1985), S. 311–346.